# Angelo Secchi
Angelo Secchi (Reggio Emilia, 28 giugno 1818 – Roma, 26 febbraio 1878) è stato un gesuita, astronomo e geodeta italiano, fondatore della spettroscopia astronomica. Fu direttore dell'Osservatorio del Collegio Romano e si occupò per primo di classificare le stelle in classi spettrali.

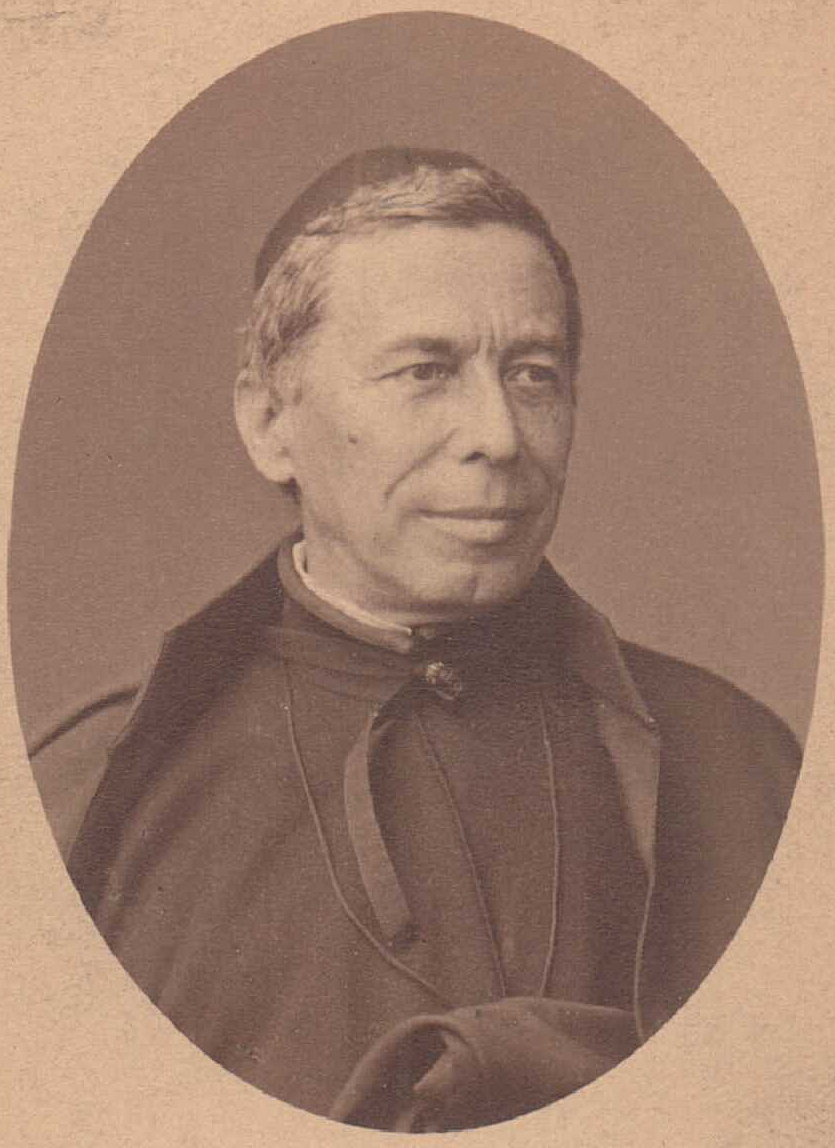
Angelo Secchi

Il suo nome è anche associato alla definizione del Meridiano di Roma (o Meridiano di Monte Mario), detto anche Primo meridiano d'Italia.

## Biografia

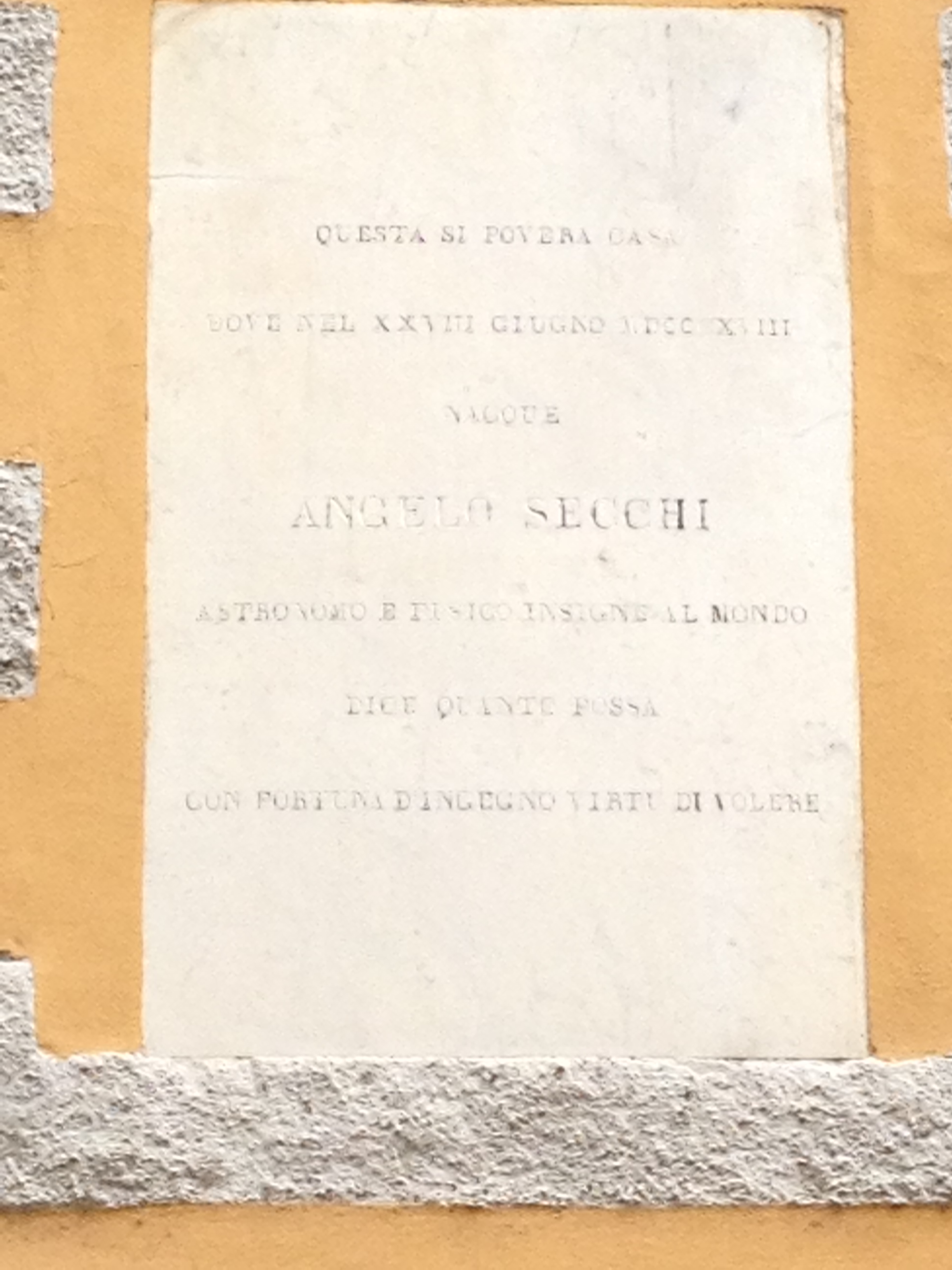
Targa sulla casa natale di Secchi

Angelo Secchi nacque a Reggio Emilia il 28 giugno (alcuni biografi riportano il giorno 29) 1818 in una piccola casa di via Porta Brennone. Era figlio di Giacomo Antonio e Luigia Belgieri, ultimo di una famiglia numerosa, di modesta estrazione sociale. Angelo era fratello minore del filologo Giampietro Secchi, anch'egli gesuita. Terminate le scuole elementari, fu avviato al ginnasio di Reggio, diretto dai gesuiti. Completati gli studi ginnasiali all'età di quindici anni, Secchi chiese di entrare nella Compagnia di Gesù. 
Egli trascorse il periodo del noviziato in minima parte a Bologna, proseguendo il resto a Roma sul finire del 1833, dapprima in S. Andrea al Quirinale e poi nel Collegio Romano, ove terminò gli studi.
La formazione di Angelo Secchi fu sicuramente di tipo classico. Nelle scuole dei gesuiti veniva data grande importanza allo studio dei classici con la relativa conoscenza del latino e del greco; solo negli ultimi anni di scuola veniva impartito anche un insegnamento scientifico.

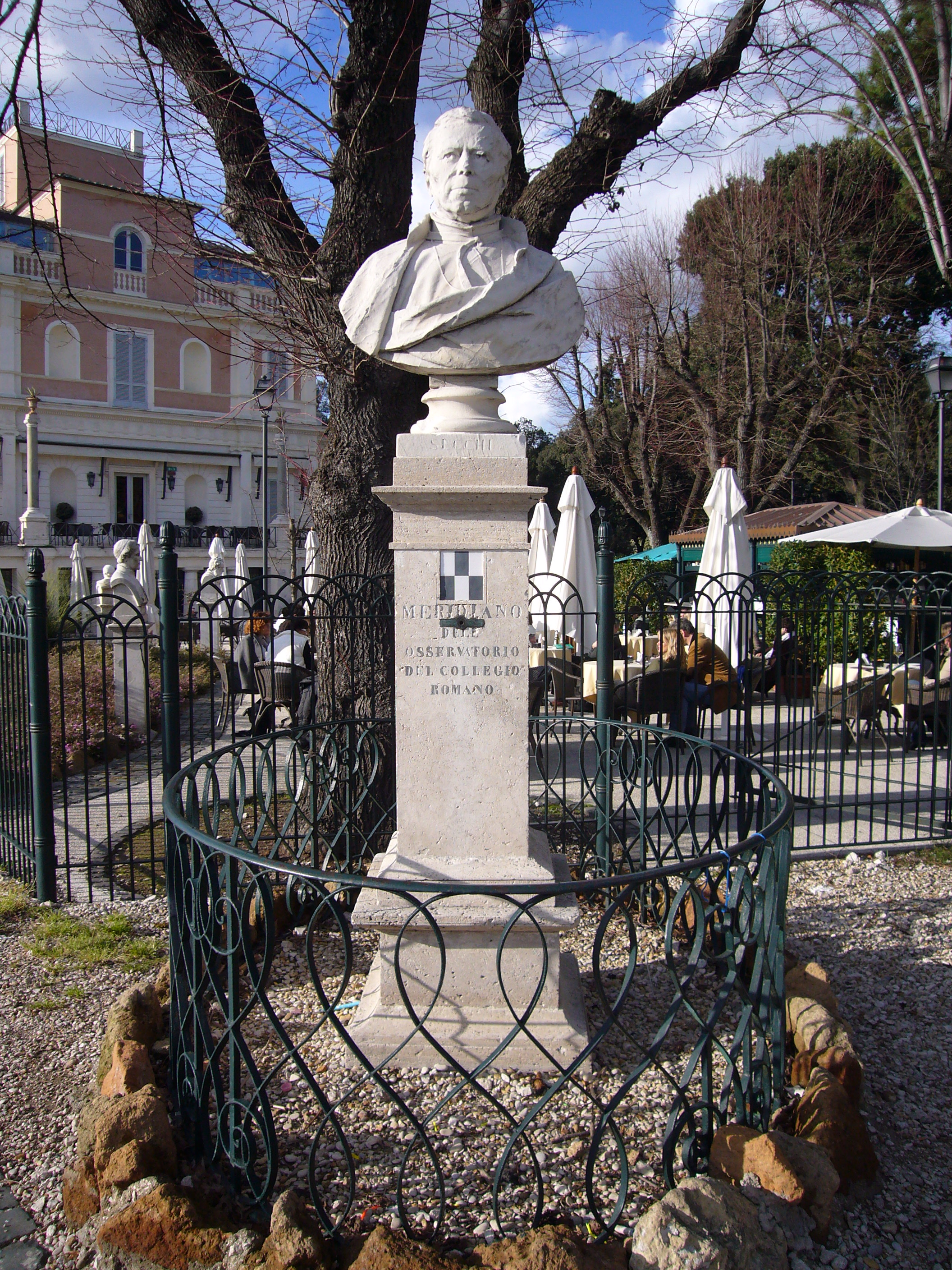
Mira dell'Osservatorio astronomico del Collegio Romano per la determinazione del meridiano di Roma (posta in situ nel 1860) e busto dell'astronomo Angelo Secchi (1878) al Pincio (Giuseppe Prinzi)

I suoi docenti, per le materie scientifiche, furono i padri gesuiti Giovanni Battista Pianciani (1784 – 1862) e Francesco De Vico (1805 – 1848). Quest'ultimo fu un valente astronomo e direttore dell'Osservatorio del Collegio Romano prima di Secchi.
A causa delle difficili vicende politiche romane nel 1848, padre Secchi con i suoi confratelli dovette emigrare: fece prima tappa a Stonyhurst in Inghilterra e indi a Washington al collegio dei gesuiti di quella città. Il professor Elia Millosevich affermò che all'Osservatorio della Georgetown University padre Secchi iniziò la sua brillante carriera astronomica perché padre Curley, direttore dell'Osservatorio, lo assunse come assistente. Il cardinale Pietro Maffi scrisse: «Forse senza l'esilio il padre Secchi non sarebbe stato il padre Secchi». Del medesimo parere gli astronomi Gaetano Cacciatore e Lorenzo Respighi e il professor Giacomo Manuelli.
Al ritorno dei gesuiti in Roma, l'urgenza di rimodernare le strutture dell'Osservatorio si fece sempre più evidente.
Padre Secchi riprese l'idea di Ruggero Boscovich (ma non il suo progetto di cui si era persa ogni traccia) e affidò all'ing. Vescovalli l'incarico di redigere il progetto del nuovo Osservatorio. Esso doveva prevedere, in aggiunta ad alcuni ambienti riservati ad abitazione, studio e biblioteca, quattro corpi di fabbrica per le osservazioni meridiane, per il grande equatoriale, per l'equatoriale minore di Chauchaoix e infine per il gabinetto magnetico e meteorologico.
L'attività di padre Secchi fu notevolissima: svolse un gran numero di attività, pubblicò numerosissimi articoli, mantenne contatti epistolari con i più famosi scienziati del suo tempo, partecipò a spedizioni scientifiche internazionali, presenziò a congressi scientifici e fu membro di numerose Accademie italiane e estere.
Come direttore dell'Osservatorio del Collegio Romano Secchi si dovette occupare di magnetismo, di meteorologia (il cui studio era stato approfondito da Secchi durante il soggiorno a Washington con il commodoro F.M. Maury) e di misure geodetiche. Inoltre quale esperto dello Stato Pontificio dovette occuparsi di acquedotti, sanità, clima ed elettricità. Nel campo meteorologico suscitò notevole scalpore a livello mondiale il meccanismo, esposto e premiato nella Esposizione Universale di Parigi del 1867, detto il “Meteorografo”.
Questo strumento consentiva la registrazione a distanza di temperatura, pressione, umidità, direzione del vento, velocità del vento e quantità di pioggia. Il premio per questo nuovo tipo di strumento fu conferito a Secchi da Napoleone III in persona, che lo nominò Ufficiale della Legion d'onore.
Nella sua pubblicazione" Sui recenti progressi della meteorologia" introduce il concetto di Circolazione Planetaria, il meteo è conseguenza di fenomeni che interessano il mondo intero.
L'autore è stato menzionato nel libro "ventimila leghe sotto i mari di Julies Verne" a dimostrazione di quanto era riconosciuto all'epoca.
Nel campo geodetico, Secchi determinò la latitudine dell'antico e del nuovo Osservatorio del Collegio Romano, valore confermato 40 anni dopo da Elia Millosevich. Determinò la differenza di longitudine fra il suo Osservatorio e quello di Capodimonte presso Napoli, collegando così Roma con i meridiani fondamentali del globo. La sua opera geodetica principale fu però la nuova “Misura della Base Trigonometrica”, eseguita sulla via Appia nel 1854-55. L'opera era stata compiuta nel 1751 da Boscovich, con partenza dal monumento di Cecilia Metella, ma si era smarrito il termine di arrivo presso le Frattocchie.
La parte preponderante dell'opera di Secchi riguarda però l'astronomia. Egli fece anche delle ricerche di astronomia di posizione, ma la sua vera innovazione fu l'apertura all'astrofisica. Va sottolineato che la nomina di Secchi alla direzione dell'Osservatorio del Collegio Romano suscitò delle critiche perché, non essendo conosciuto come astronomo, si pensava che avrebbe fatto della fisica e non dell'astronomia. Questa era una classica obiezione dell'astronomia ufficiale che considerava degni di attenzione solo problemi di posizione, così che i vari importanti osservatori di Europa erano restii ad occuparsi di analisi spettrale.
Nel periodo storico in cui le scoperte spettroscopiche venivano interpretate e giustificate teoricamente, Secchi ebbe l'opportunità di dirigere un Osservatorio famoso, senza dover rispondere pressoché a nessuno. Pronto e disponibile ad occuparsi di nuove vie della scienza, egli poté godere di un'ampia libertà di scelta nel campo delle indagini scientifiche, fatto salvo il rinvenimento delle risorse finanziarie per le sue ricerche.
Le scoperte di astrofisica sulle stelle e il rinvenimento nelle stelle di materiali presenti sulla terra indussero Secchi a concepire una trattazione unitaria dei fenomeni e delle forze naturali a scala universale.
In un'epoca di forte contrapposizione tra i rivoluzionari e cattolici intransigenti, i risultati conseguiti da Secchi furono applauditi dalla stampa cristiana. Il giornale satirico e antirisorgimentale padovano Il Codino scrisse ad esempio: «Chi l'avrebbe mai detto che un Gesuita fosse capace, non pure d'impattarla, ma di vincerla egli da solo contro il Regno d'Italia tutto intero? Eppure quel bravissimo Padre Secchi ha vinto meglio che una Custoza o una Lissa! Evviva il Reverendo Padre Angelo Secchi dell'inclita compagnia di Gesù! Il suo nome andrà immortale ai posteri per le sue scoperte astronomiche, e molto più per lo schiaffo ch'egli ha dato al sedicente governo italiano». L'ingegno di Secchi destò anche lo stupore dell'anticlericale Garibaldi, il quale nel 1874 ebbe a scrivere: «Che un cretino possa esser prete e possa creder ai preti, pazienza! Ma che una delle più grandi celebrità moderne, come matematico e come astronomo possa rimaner gesuita, mi fa strabiliare».
Angelo Secchi morì a Roma il 26 febbraio del 1878 alle sette di sera dopo una breve agonia. Sul quotidiano L'Italia Centrale di Reggio Emilia,città natale di Secchi, furono pubblicati i telegrammi, provenienti da Roma, che informavano il sindaco della città emiliana sulle condizioni dello scienziato. Un anno dopo a Reggio Emilia il professor Giacomo Manuelli, direttore dell'Osservatorio Meteorologico di Reggio Emilia, fu scelto per pronunciare il discorso ufficiale di commemorazione di padre Angelo Secchi.

## Attività

### Attività astronomica
Secchi applicò all'astronomia le recenti scoperte dell'analisi spettrale, grazie alla quale associando uno spettroscopio ad un cannocchiale poté diventare un "chimico del cielo", rivelando le componenti chimiche dei corpi celesti. Egli suddivise la luce delle stelle e del Sole per mezzo di un prisma ottico. Dalla distribuzione dei colori e delle linee scure di assorbimento egli determinò la composizione chimica dell'atmosfera solare e delle stelle. Egli distinse diverse classi spettrali. In questo campo Secchi può essere considerato un pioniere in particolare per l'analisi spettroscopica e la classificazione stellare su base spettroscopica.
Secchi studiò accuratamente il Sole e si occupò anche dell'influsso del Sole sull'atmosfera terrestre e sui fenomeni elettrici e meteorologici. Egli studiò anche la penetrazione della luce nell'acqua del Mar Mediterraneo; per questo esperimento creò un apposito strumento (detto disco di Secchi), che trova ancora applicazione oggigiorno nella limnologia.
Secchi disegnò nel 1858 una delle prime mappe di Marte, nella quale chiamò Syrtis Major il cosiddetto canale atlantico. Egli anticipò quindi l'uso del termine canale, anche se l'oggetto da lui così definito non corrispondeva a quelli che saranno chiamati "canali" da Schiaparelli e Lowell.
Secchi si occupò pure di una spedizione italiana organizzata per osservare il transito di Venere sul Sole nel 1874.
Nel 1853 scoprì la cometa C/1853 E1 Secchi.

### Protuberanze solari
Padre Angelo Secchi intuì che alla base di ogni ricerca astronomica doveva esserci lo studio del Sole. Riuscì inoltre a eseguire una misura diretta della radiazione solare applicando al telescopio una pila termoelettrica collegata con un galvanometro. Secchi scoprì che la radiazione luminosa, termica e chimica al centro del disco solare è quasi il doppio di quella al lembo; osservò la struttura della fotosfera solare osservando sistematicamente le macchie solari; scoprì la struttura granulare della fotosfera; studiando le macchie solari riuscì a misurarne la profondità, a osservarne la composizione chimica (eruzioni metalliche) e la loro disposizione sul disco solare; impostò uno studio sistematico delle osservazioni solari che, continuate poi dai successivi direttori dell'Osservatorio del Collegio Romano, formarono una raccolta di dati solari uniformi e confrontabili; partecipò a spedizioni scientifiche per studiare le protuberanze solari nel corso di eclissi.
Le sue osservazioni e i suoi studi riguardarono inoltre la morfologia delle protuberanze solari, l'osservazione e descrizione delle “ombre volanti”; studiò la struttura della cromosfera che chiamò col termine di “prateria ardente” e i filamenti gassosi che emergevano e si muovevano dal bordo del Sole e che furono da lui chiamati “spicule”, termine che fu poi adottato ufficialmente dall'Unione Astronomica Internazionale.
Fino a padre Angelo Secchi si era attribuita scarsa importanza a due fenomeni visibili durante le eclissi totali di Sole: la corona e le protuberanze. Molti addirittura, ritenevano che esse non appartenessero fisicamente al Sole ma derivassero da fenomeni atmosferici.
Padre Secchi cominciò ad occuparsene in occasione dell'eclissi totale di Sole del 1851, ma non solo visualmente, come usavano fino allora gli altri astronomi, bensì tentò una dagherrotipia, cioè una fotografia su lastra metallica, applicando, tra i primi, la neonata tecnica fotografica. Durante l'eclissi totale si videro tre protuberanze, e poiché esse vennero osservate anche da Airy, direttore dell'Osservatorio di Greenwich, si ebbe una prima prova della loro realtà fisica.
Durante l'eclissi totale del 18 luglio 1860 in Spagna, unico tra tutti, riuscì a ritrarre la fotografia della corona in quanto fotografò direttamente l'immagine solare nel piano focale dell'obbiettivo senz'altro ingrandimento all'oculare. Questo procedimento fu poi adottato da tutti.
In occasione dell'eclisse totale nelle Indie del 1868, Pierre Janssen trovò, mettendo la fenditura dello spettroscopio tangente al lembo solare, un sistema per osservare le protuberanze anche fuori eclisse. Lo stesso metodo venne trovato indipendentemente anche da altri e ben presto lo utilizzò anche padre Secchi. Da allora, la sorveglianza delle protuberanze divenne regolare come quella delle macchie.
Osservò inoltre le macchie solari, ipotizzando che fossero zone fredde della fotosfera. Quotidianamente osservò e notò il numero, il movimento e l'aspetto delle macchie, ne disegnò le più interessanti stando al cannocchiale. Dal 1871 Secchi disegnò giorno per giorno la cromosfera con le protuberanze solari su tutto il contorno del sole, per verificare la sistematica distribuzione delle protuberanze nelle varie zone e confermando il marcato parallelismo fra la frequenza delle facole e delle macchie con quelle delle protuberanze, prova della comunanza di origine di queste diverse manifestazioni dell'attività solare.
I suoi magnifici disegni delle immense fiamme rosse d'idrogeno, che prorompono dalla superficie solare in forme fantastiche e sempre cangianti, sono diventati classici nella letteratura astronomica. Dall'analisi spettrale del Sole concluse che l'atmosfera solare è composta di vapori di elementi tra cui domina l'idrogeno ed altri elementi noti sulla Terra. Queste scoperte erano il frutto di un programma di osservazioni solari che instaurò nell'Osservatorio del Collegio Romano e che espose nel libro Le Soleil del 1875.

### Classificazione delle stelle
L'opera senz'altro più importante nell'astrofisica di padre Angelo Secchi è la classificazione delle stelle secondo il tipo spettrale. Iniziò studiando le stelle doppie e le nebulose.
Rispetto alle precedenti classificazioni di Friedrich Georg Wilhelm von Struve, le sue osservazioni lo portarono a dividere le stelle doppie in due categorie: le prime sono costituite da due o tre o quattro componenti stellari che ruotano intorno al comune baricentro secondo le leggi di Keplero; le seconde che sono doppie per effetto di prospettiva, perché allineate all'occhio dell'osservatore, ma distinte l'una dall'altra e senza influenza reciproca.
Delle nebulose studiò la forma, lo spettro ed eseguì vari disegni, in particolare della nebulosa di Andromeda. Dedusse così che molte, tra esse, non sono gruppi di lontanissime stelle, come si credeva, ma ammassi di sostanza gassosa e tenuissima. Quello che William Huggins aveva scoperto per le nebulose planetarie, padre Angelo Secchi scoperse per la nebulosa di Orione, per parecchie nebulose del Sagittario e per più regioni della Via Lattea. A partire dal 1861 e fino al 1868, munitosi di perfezionati spettroscopi applicati al riflettore del Nuovo Osservatorio del Collegio Romano, iniziò a raccogliere e studiare oltre 4000 spettri di stelle.
Constatò che ogni spettro differiva dagli altri, di conseguenza ognuno caratterizzava tale stella, come ogni impronta digitale caratterizza un individuo. Malgrado la diversità di tutti questi spettri, indicanti per ogni stella costituenti chimici differenti, padre Secchi ebbe l'intuizione di individuare alcune caratteristiche comuni e di enunciare poi la prima classificazione delle stelle basata sul tipo spettrale.
| TIPO | COLORE                | SPETTRO CARATTERISTICO | ESEMPI DI STELLE                      | NOTE                                     |
| 1    | Bianco o azzurrognolo | Spettro quasi continuo, solcato da 4 intense righe dell'idrogeno più altre righe di magnesio, sodio e ferro (giallo e verde) | Sirio, Vega, Altair                   | Assai numerose                           |
| 2    | Giallo                | Righe dell'idrogeno più sottili del tipo 1, presenti ferro e magnesio                                                        |                                       | Altrettanto numerose                     |
| 3    | Rosso o arancione     | Righe nere e lucide di metalli alternate a zone oscure più sfumate                                                           | Sole, Arturo, Capra, Capella, Polluce | Poco numerose                            |
| 4    | Rosso sangue o rubino | Presenti le 3 righe larghe e continue del carbonio; assenti le righe dei metalli                                             | Betelgeuse, Antares, Mira Ceti        | Stelle di piccola grandezza e luminosità |

Pare che egli successivamente avesse inserito anche un quinto tipo comprendente un numero molto limitato di stelle (ad esempio Gamma Cassiopeiae) i cui spettri mostravano "righe lucide in emissione", ma questo non risulta certo.
Con questa classificazione padre Secchi mise per primo in evidenza che il colore delle stelle è in relazione con le righe spettrali e che la temperatura influenza notevolmente tale spettro. Il valore di questa classificazione è notevole perché l'astronomia si era sempre limitata allo studio delle posizioni e dei moti. Con i cannocchiali si scoprivano sempre stelle nuove, con lo spettroscopio si inizia ad entrare nella costituzione chimica intima degli astri.

### Principali pubblicazioni
- Dalle Memorie dell'Accademia dei XL

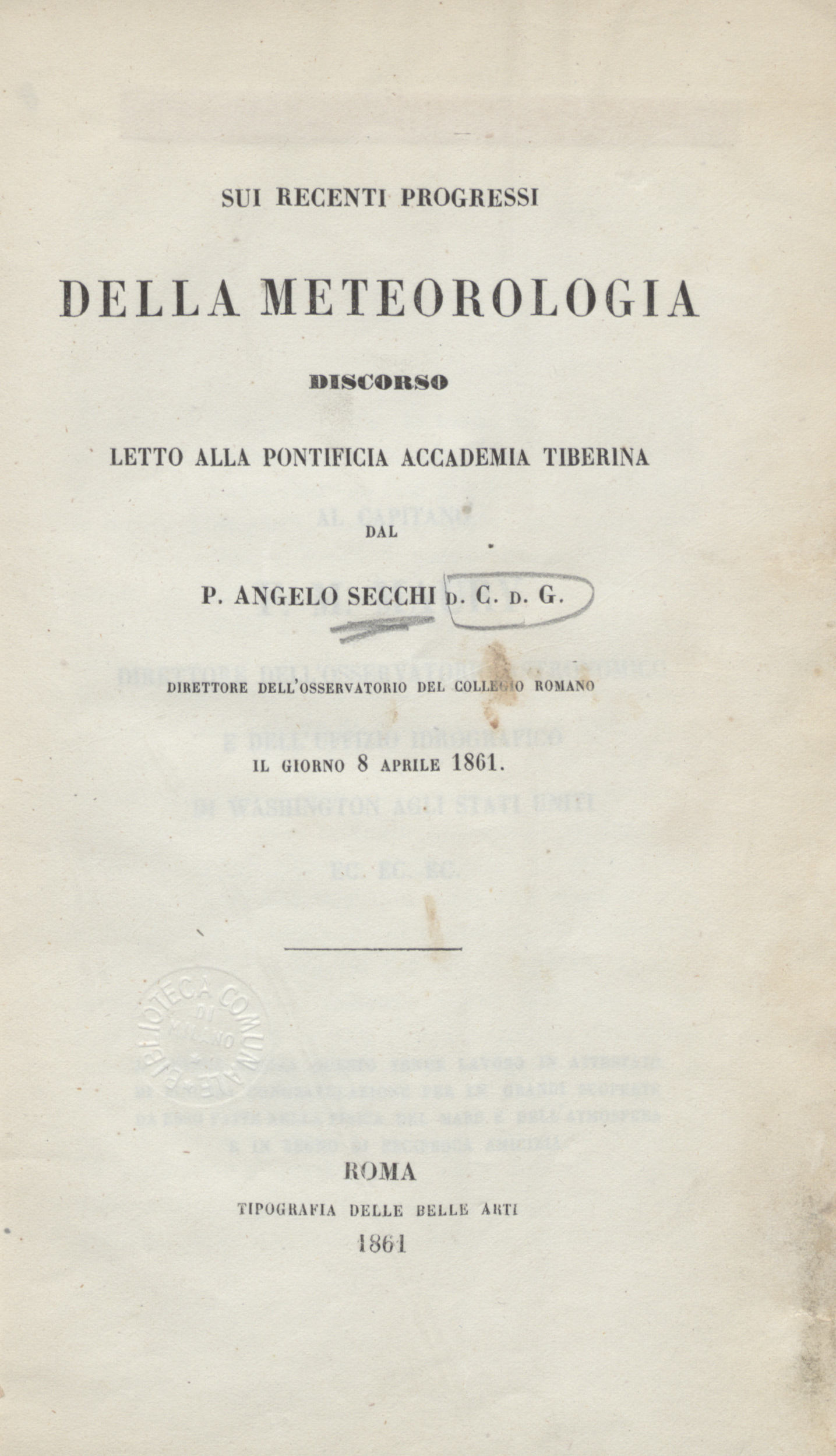
Sui recenti progressi della meteorologia (1861)

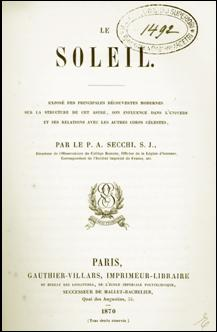
Le Soleil

1.	Sugli Spettri prismatici delle Stelle fisse, Ser. III, Tom. I, Parte II, pp. 67–152

2.	Sulla grande nebulosa di Orione, Ser. III, Tomo I, Parte II, pp. 93–134

3.	Sugli Spettri prismatici delle Stelle fisse, Memoria II, Ser. III, Tomo II

4.	Ricerche sul Sole, Memoria III, Ser. III, Tomo II, pp. 191–248
- Da altre pubblicazioni

1.	Memorie dell'Osservatorio del Collegio Romano, 2 volumi.

2.	Atti della Pontificia Accademia dei nuovi Lincei, Vol. X, Barometrografo 1857

3.	Atti della Pontificia Accademia dei nuovi Lincei, Vol. XI 1857

4.	Atti della Pontificia Accademia dei nuovi Lincei, Vol. XIII, Misura delle Stelle doppie, 1859

5.	Di alcuni risultati ottenuti dalla corrispondenza meteorologica telegrafica e del barometrografo. Atti della Pontificia Accademia dei nuovi Lincei, Vol. XVIII 1865

6.	Riduzione delle osservazioni magnetiche. Atti della Pontificia Accademia dei nuovi Lincei, Vol. XXIII 1865 Sulla temperatura del Sole.
- Libri

1.	Misura della base trigonometrica eseguita sulla Via Appia, Roma Tip. Rev. Com. Apost., 1858

2.	L'Unità delle Forze Fisiche, Milano Treves 1885, IV Edizione

3.	Le Stelle, Milano Dumolard 1870

4.	Le Soleil, Paris, Gauthier-Villars, 1870 (2ª ed. 1875)

5.	Lezioni elementari di Fisica Terrestre, Torino e Roma, Loescher 1879

6.	Meteorologia Romana di P. Ferrari

7.	Il Clima di Roma, Tip. Belle Art, Roma 1865

8.	Catalogo delle Stelle

9.	Osservazioni magnetiche
I contributi fondamentali in ogni caso riguardano l'astronomia. Secchi fu tra i primi ad occuparsi totalmente dello studio fisico dei corpi celesti, anche e soprattutto attraverso tecniche allora in via di sperimentazione quali la fotografia e la spettroscopia. Per quest'ultima branca della scienza fondò nel 1871, assieme agli astronomi Pietro Tacchini e Lorenzo Respighi, la "Società degli Spettroscopisti Italiani", che trasformatasi nel 1920 esiste tuttora con il nome di Società Astronomica Italiana (SAIt).
La Società degli Spettroscopisti Italiani fu ideata da Secchi per poter rendere più continuo e regolare lo studio dei fenomeni solari, coordinando le varie metodologie di ricerca degli osservatori italiani. Grande importanza furono le Memorie della Società contenenti importanti lavori scientifici.
Secchi scrisse e pubblicò nel 1863 il suo famoso libro “L'unità delle forze fisiche – Saggio di filosofia naturale”. Il libro ebbe un notevole successo e solo in Italia se ne fecero 4 edizioni. Si tratta di un vero e proprio trattato di fisica, diviso in 4 capitoli: del calorico, della luce, dell'elettricità e della costituzione della materia. Secchi si proponeva di dare quindi una visione unitaria delle forze della natura ricorrendo a spiegazioni meccanicistiche dei movimenti molecolari della materia. Per Secchi, il fatto che il calore sia solo movimento molecolare e si trasmetta come ogni altra forma di energia, richiede l'esistenza di un mezzo, l'etere, che con le sue vibrazioni, dia luogo alle varie manifestazioni e trasformazioni della materia.

### Onori
Portano il suo nome:
- un asteroide, 4705 Secchi
- un asteroide, 306 Unitas, secondo il suo libro Unità delle forze fisiche
- un cratere di 234 km di diametro sul pianeta Marte[12]
- un cratere di 22 km di diametro sulla Luna[13]
- una montagna sulla Luna[14]
- un crepaccio di 35 km di lunghezza sulla Luna[15].

Da segnalare che nel 1978 a Reggio Emilia furono tenute le Celebrazioni per il centenario della morte di Secchi,con il patrocinio di Comune, Provincia, Istituto "A. Secchi". Discorsi ufficiali, nella Sala del Tricolore del Comune, del Prof. Guglielmo Righini direttore dell'Osservatorio di Arcetri e di Padre Juan Casanovas, direttore della Specola Vaticana. Le numerose iniziative delle celebrazioni (creazione di Osservatori astronomici nella provincia, mostra didattica fotografica di astronomia, recupero a cura della Soprintendenza degli strumenti meteo posti nell'osservatorio di Reggio, corsi di aggiornamento per insegnanti, analisi dei libri della locale Biblioteca Panizzi, ecc.) si protrassero anche nel 1979 con un Convegno Internazionale di Meteorologia Appenninica presso il Teatro Municipale, con esposizione di uno dei meteorografi di Secchi prestato dall'Osservatorio di Monte Mario (Roma). Questa nota è a cura del prof. Ivan Spelti, uno dei curatori delle celebrazioni del 1978.

## Opere

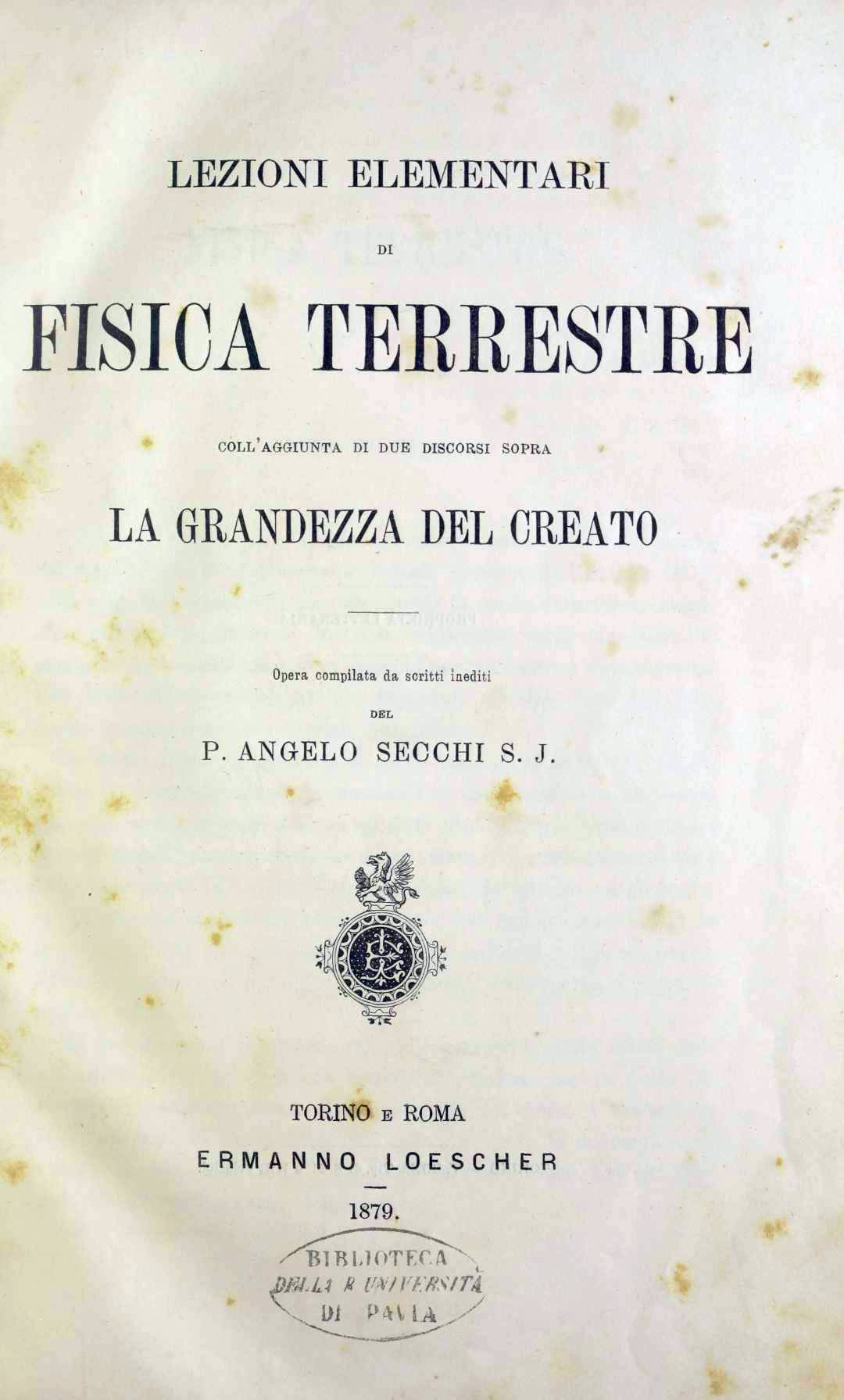
Lezioni elementari di fisica terrestre, 1879

- Fotografie lunari e degli altri corpi celesti, in Memorie dell'Osservatorio del Collegio Romano D.C.D.G., Nuova serie dell'anno 1857 al 1859, Roma, Tipografia delle Belle Arti, p. 158.
- Sui recenti progressi della meteorologia, Roma, Tipografia delle Belle Arti, 1861.
- L'unità delle forze fisiche: saggio di filosofia naturale, Roma, Tipografia Forense, 1864.
- Le Soleil: exposé des principales découvertes modernes, Paris, 1870.
- Rapporto della Commissione per la misura del meridiano centrale europeo negli stati pontifici, Roma, Tip. delle scienze matematiche e fisiche, 1871.
- Le stelle: saggio di astronomia siderale, Milano, Dumolard, 1877.
- Lezioni elementari di fisica terrestre, Torino, Loescher, 1879.